# Boldizsár Miklós
Boldizsár Miklós (Budapest, 1945. március 13. – Budapest, 2003. augusztus 5.) magyar drámaíró, dramaturg. Boldizsár Iván Kossuth-díjas író fia, valamint Koncz Zsuzsa Kossuth-díjas énekesnő férje volt. Ezredforduló című drámája nyomán készült az István, a király című rockopera.

## Élete, munkássága
Felsőfokú tanulmányokat az Eötvös Loránd Tudományegyetem magyar-francia szakán folytatott, 1969-ben szerzett középiskolai tanári oklevelet. 1971-től a Magyar Televízió dramaturgjaként dolgozott. Drámaíróként műfaja a tragikomédia volt. Egyéni szemlélettel ábrázolta a magyar történelem hagyományos hőseit.
Koncz Zsuzsával 1970. április 3-án kötött házasságot (az esküvőn Koncz Zsuzsa tanúja Illés Lajos volt).
2007-ben Illés Lajos halálának emlékére közreadott a Hungaroton egy CD-lemezt Illés Lajos dalaiból Virágok közt veled lenni címen, melynek egyik dalát, az Amikor... címűt Koncz Zsuzsa és Boldizsár Miklós énekli.

## Főbb műveinek kiadásai
- Királyok és alattvalók: színművek Budapest : Magvető, 1982. 276 p.
- Ezredforduló: [Opera prózában, két részben, 1972-1974]. Budapest : Szabad Tér, 1990. 49 p.
- István, a király [Hangfelvétel]: Rockopera Boldizsár Miklós "Ezredforduló" c. drámája nyomán / Szörényi Levente, Bródy János. [Budapest]: Hungaroton-Gong, 1993. (2 db CD lemez : AAD + l db kísérőfüzet 53 min 28 s+48 min 8 s; az egyes részletek címe és a szövegkönyv a mellékletben; az eredeti hangfelvétel 1983-ban készült.)

## Drámáinak bemutatói
- Szerelmesek a város felett, 1969
- Herosztratosz, 1971
- A hős, 1980 (Rendező: Karinthy Márton, Játékszín)

## Külső hivatkozások
- PrintPix Grafikai Stúdió – Elhunyt Boldizsár Miklós  író, dramaturg
- Illés Lajos: Virágok közt veled lenni..., 2007 Archiválva 2015. február 27-i dátummal a Wayback Machine-ben
- Bródy János: Csak egy trükk volt az István, 2008
- Hegyi Réka: István, a király a turisták közt, 2008